# Tail Toddle (band)
Tail Toddle was een Nederlandse folkband, opgericht in 1971 en gestopt in 1978. Vanaf de oprichting richtte de band zich steeds meer op Nederlandstalige folkmuziek en hun enige complete album, "tot leeringhe ende vermaeck" (1975), was een van de eerste albums met alleen Nederlandstalige folk. De band speelde op festivals, in clubs en kleine theaters, zowel in Nederland, België, Duitsland, Engeland als in Schotland.

## Geschiedenis
De broers Nol en Jan Duindam speelden vanaf eind jaren zestig samen. Sinds 1970/1971 hielp Huib Trautwein bij het verzamelen van historische achtergronden van de liederen en balladen, die tijdens optredens ter introductie werden verteld. Trautwein had eerder als drummer met Jan Duindam samengespeeld in een schoolband en was erg actief in de folkwereld, bijvoorbeeld als producer van het album "Al Vol" (1981) van de folkband Folkcorn. Rond de tijd dat Trautwein de groep ging ondersteunen, gingen ze zich steeds meer toeleggen op traditionele muziek en in 1971 werd voor de naam Tail Toddle gekozen. Die naam was ontleend aan een vrolijk Schots lied met ondeugende woorden, in 1799 verzameld en bewerkt door Robert Burns. In 1972 kwam broer Stefan bij de groep en als trio werd onder andere opgetreden op het Interfolk Folkfestival Osnabrück in 1973. De uitvoering van het lied "We Be Soldiers Three" staat op een album dat van het festival werd uitgegeven. In januari 1974 kwam Mieke Brakman bij de groep, en als kwartet werd dat jaar een EP opgenomen en uitgebracht en werd ook weer opgetreden op het Interfolk Folkfestival Osnabrück. De uitvoering van "Dixie Breakdown" staat op een album dat van het festival werd uitgebracht. De EP "Tail Toddle" bevat vijf traditionele liederen, waaronder twee Engelstalig ("Bessy Bell and Mary Gray"; "We be soldiers three") en drie Nederlandstalig ("Van enen scheresliep"; "Oh dag, o langgewenschte dag"; "Daar was een sneeuwwit vogeltje"). Medio 1975 verliet Brakman de groep en werd vervangen door zus Blanca Duindam en Irene van Lier. In datzelfde jaar werd een compleet album uitgebracht met lauter Nederlandse traditionele muziek, elf liederen in totaal, zoals het geuzenlied Merck toch hoe sterck en het zeemanslied Allen die willen ter Kap'ren varen. Vier van de liederen op het album waren al in 1974 opgenomen, nog met Brakman binnen de gelederen, en de andere zeven in 1975, vier met Van Lier en een met Blanca Duindam. De resterende twee liederen werden solo uitgevoerd door Jan Duindam. In 1977 en 1978 traden de drie broers en hun zuster op samen met Marcel Timmerman en Hanneke Koek (Later ook in Altegaer). In 1978 ging de groep uitelkaar, maar sinds 2010 spelen de broers Nol, Jan en Stefan weer samen in de band brotherHood, waar de zussen Blanca en Hedwig aanvankelijk ook deel vanuit maakten. Deze groep speelt een combinatie van folk, jazz en eigen composities.

## Bezetting
De band bestond uit:
- Jan Duindam: banjo, gitaar, dulcimer, epinette, zang (1971-1979).
- Nol Duindam: mandoline, gitaar, basgitaar, concertina, zang (1971-1979).
- Stefan Duindam: bouzouki, gitaar, epinette, zang (1972-1979).
- Mieke Brakman: fluit, zang (1973-1975).
- Blanca Duindam: zang, guitaar, madoline, dulcimer (1974 -1979).
- Irene van Lier: fluit, zang (1974-1974).
- Marcel Timmerman: viool (1974-1974).

## Discografie
- 1973 - Folk Festival - A Compendium of Today's Folkscene, Vol.4, Autogram ALLP-187 (Diverse artiesten).
- 1974 - Tail Toddle, Autogram ALP-194 (EP).
- 1974 - Interfolk Collections - A Compendium of Today's Folkscene Vol.5, Autogram ALLP-198 (Diverse artiesten).
- 1975 - tot leeringhe ende vermaeck, Stoof MU 7424 (Compleet album).[8][9]

Heruitgaven:
- 1982 - tot leeringhe ende vermaeck, Fonos/Stoof ST-56592 (CDr door Het Nederlands Muziekarchief / Beeld en Geluid).
- 1989 - Tot Leeringhe Ende Vermaeck, King Record Co./Seven Seas 280E 52061 (CD in de Japanse serie "European Traditional Collection", nr. 11).